# Bokševica
Bokševica är ett berg i Bosnien och Hercegovina.   Det ligger i entiteten Federationen Bosnien och Hercegovina, i den centrala delen av landet, 50 km väster om huvudstaden Sarajevo. Toppen på Bokševica är 1 301 meter över havet, eller 390 meter över den omgivande terrängen. Bredden vid basen är 5,2 km.
Terrängen runt Bokševica är kuperad åt nordväst, men åt sydost är den bergig.Närmaste större samhälle är Jablanica, 7,2 km söder om Bokševica. 
I omgivningarna runt Bokševica växer i huvudsak lövfällande lövskog. Runt Bokševica är det ganska tätbefolkat, med 93 invånare per kvadratkilometer.